# 김라희
김라희(1993년 8월 8일 ~ )은 대한민국의 기상 캐스터이다.

## 학력
- 영남대학교 행정학과 학사

## 경력
- 팍스경제TV MC
- MTN
- YTN 사이언스
- KBS창원방송총국 기상캐스터 (2022.04 ~ 2023.04)
- TV CHOSUN 기상캐스터 (2023.05.01 ~ 2025.04.30)

## 홍보대사
- 2010년 5월: 맑은 공기 홍보대사

## TV
- TV조선 뉴스 9 날씨
- TV조선 뉴스현장 날씨
- TV조선 뉴스 7 날씨
- KBS 뉴스광장 경남 날씨
- KBS 930 뉴스 경남 날씨
- KBS 뉴스 7 경남 날씨